# Мищенко, Вадим Григорьевич
Вадим Григорьевич Мищенко — советский деятель госбезопасности, генерал-майор.

## Биография
Родился в 1932 году в Москве. Член КПСС.
Окончил юридический факультет МГУ имени Ломоносова, курсы Высшей школы КГБ им. Ф. Э. Дзержинского.
В 1955—1964 гг. — следователь прокуратуры в Вологде, следователь, старший следователь Киевской районной прокуратуры Москвы, инструктор отдела агитации и пропаганды Краснопресненского райкома КПСС города Москвы.
В 1968—1979 гг. — следователь, сотрудник группы анализа следственной практики, секретарь парткома, начальник 2-го отдела Следственного отдела КГБ при СМ СССР.
В 1979—1987 гг. — председатель КГБ Башкирской АССР.
В 1987—1993 гг. — начальник факультета № 4 Высшей Краснознаменной школы КГБ/МБР им. Ф. Э. Дзержинского.
Делегат XXVII съезда КПСС.
Живёт в Москве.

## Награды
- Орден Трудового Красного Знамени (1985)
- Орден Красной Звезды (1986)